# Rodolfo Gonzales
Rodolfo "Corky" Gonzales (Denver, 18 de junio de 1928 - 12 de abril de 2005) fue un boxeador, poeta, y activista político mexicano estadounidense. Es especialmente conocido por su poema I Am Joaquin (1967) un texto de referencia para el movimiento chicano del que Gonzales es considerado uno de sus fundadores. En marzo de 1969,  a través de la organización fundada por él, Cruzada por la Justicia, convocó a la Conferencia Nacional Chicana de Liberación Juvenil, a la que asistieron muchos futuros activistas y artistas chicanos. Durante la conferencia se promulgó el Plan Espiritual de Aztlán, un manifesto de autodeterminación de los chicanos. Gonzales es considerado una figura precursora del movimiento para la igualdad de derechos de los mexicano americanos.

## Primeros años
Rodolfo fue el hijo menor de los ocho que tuvieron Federico e Indalesia González, en Denver, Colorado. Su padre nació en Chihuahua e inmigró a Colorado de joven. Era gran conocedor de las historias de la lucha de México contra dominación española y en contra Porfirio Díaz, una lucha que culminó en la Revolución mexicana. Ese conocimiento lo compartió con su hijo, huérfano de madre, quien murió cuando era un niño de dos años. Federico no volvió a casarse.
Él y sus hermanos crecieron en el duro "barrio de Eastside" de Denver, donde la Gran Depresión cobró un precio aún más pesado a los mexicano americanos que a otros grupos sociales. Sin embargo, Gonzales afirmabaː "aunque la Depresión devastaba a muchos, nosotros, cuando niños, éramos tan pobres que difícilmente lo notábamos". Estudió la enseñanza media en escuelas de Colorado y Nuevo México y al mismo tiempo trabajó en los campos de cultivo de remolacha. Salió de la Manual High School a los 16 años. Desde entonces demostró su tendencia a comprometerse fuertemente con sus causas, lo que hizo que su tío le dijera "siempre estás pegado como un corcho." Ese fue el origen de su apodoː Corky, corcho.

## Carrera de boxeador
Aunque tuvo una exitosa carrera como boxeador profesional y en un momento Ring Magazine lo clasificó como uno de los mejores tres peso pluma, nunca tuvo la oportunidad de obtener un título. Cada vez que quiso competir en una categoría más alta, perdió. En 1955, cuando se retiró del ring tenía un récord de 63 victorias, 11 derrotas y 1 empate. Ese éxito en el boxeo le proporcionó un prestigio que capitalizó más tarde, durante su carrera política. En 1988, Gonzales entró al Salón de la Fama de los Deportes de Colorado.

## Activismo político

### Yo soy Joaquín
Con su poema I Am Joaquin  (Yo soy Joaquín), Gonzales compartió su novedosa visión cosmológica del "Chicano", quién no es ni indio, ni europeo; tampoco mexicano, ni americano, sino una combinación de todas esas identidades antitéticas. Esta nueva "raza", o "race" encuentra sus raíces en las culturas Precolombinas, lo cual le dio el derecho de habitar la tierra ancestral, Aztlán.
Esa visión se fortaleció por concepciones como las de José Vasconcelos, el secretario de Educación Pública de México bajo el gobierno revolucionario de Álvaro Obregón, quién proclamó que la esperanza de humanidad estaba en la raza mestiza de América Latina, la "Raza Cósmica".
Pero quizás más que nadie, Joaquín fue el arquetipo de chicano, con un futuro de esperanza, cimentado en su propio éxito personal y espiritual, una realización forzada por él, por su estatus como miembro de una minoría oprimida en los Estados Unidos.
Algunos investigadores atribuyen a Gonzales la definición de los requisitos históricos y políticos necesarios para ser chicano. El efecto de largo alcance del poema "Yo soy Joaquín" fue resumido por Juan Felipe Herrera, profesor de UC Riverside: "Aquí está, por fin, nuestra canción colectiva y llegó como un rayo caído del cielo."
Todos los periódicos existentes de Alburquerque a Berkeley lo publicaron. La gente pegó copias mimeografiadas en paredes y postes telefónicos." Fue tan influyente que se convirtió en una obra del Teatro Campesino de Luis Valdez, que la representó a nivel nacional..." 
"I Am Joaquin" se considera obra fundacional del naciente Movimiento de Arte Chicano que acompañó, fortaleció y realzó al Movimiento Chicano. Con su Plan Espiritual de Aztlán Gonzales exhortó a los miembros de la comunidad que fueran talentosos a usar sus habilidades para avanzar la "Causa " y con su poema épico, proporcionó un fuerte ejemplo.

### Encontrando alternativas
Desde joven Gonzales se integró políticamente a las filas del Partido Demócrata. Comenz̟ó en 1947, en la campaña de Quigg Newton para alcalde de Denver. En 1950 registró a los votantes latinos de su partido y en 1960 dirigió la campaña “Viva Kennedy” en Colorado.
Sin embargo, los esfuerzos infructuosos de Gonzales para lograr un cambio en el Partido Demócrata lo llevaron a un punto de inflexión crucial para su política alternativa, que lo condujo a la fundación de la Cruzada para Justicia en 1967. Gonzales concluyó que el sistema de dos partidos representaba muy poco beneficio para los chicanos, que ellos no podrían confiar en que el "sistema gringo" les proporcionara educación, estabilidad económica, o aceptación social,  por lo que tendrían que buscar alternativas.
En 1970, cuando se fundó el Partido de la Raza Unida en Crystal City, Texas,  se trasladó allá para desafiar el liderazgo de José Ángel Gutiérrez. Mientras que Gonzales quería que se volviera un partido nacional que luchara contra el sistema bipartidista en el que en realidad los dos partidos eran el mismo y no eran representativos de los chicanos, Gutiérrez se preocupaba por lograr la unidad interna del partido e impedir que la política interna provocara un rompimiento entre los directivos de Raza Unida.
En 1971, su solución a la cuestión educativa fue fundar un colegio privado que se centró en la construcción del autoestima del alumnado, a través de una curricula culturalmente pertinente. La escuela se llamó Tlatelolco, un área de Ciudad de México, que durante la conquista fue la última posición azteca durante el sitio de Tenochtitlán y presenció la masacre de miles de estudiantes en el México posrevolucionario. 
Tlatelolco devino en la Plaza de las Tres Culturas, en honor al patrimonio cultural dual de México, visto como vindicación de los indígenas de México. Fue también un sitio escogido para protestas estudiantiles. En 1968, Tlatelolco fue escenario de las protestas estudiantiles masivas, y de una masacre, consumada por las fuerzas armadas mexicanas.  Por eso, el nombre de la escuela evoca la historia de dualidad, reconciliación y esperanza para indígenas y mestizos.
Hasta el día de hoy, la escuela continúa concentrada en su misión de proporcionar educación alternativa, especialmente para chicanos. Es una escuela sin ánimos de lucro, que se centra en el cuidado de salud. Actualmente opera bajo la jefatura de Nita Gonzales, una de las seis hijas de Corky.

### Violencia en Denver
El éxito de la escuela alternativa y los logros políticos de Gonzales se eclipsaron en 1973, cuando un hombre fue arrestado por caminar frente a la sede de la Cruzada. Una protesta organizada contra el arresto provocó confrontaciones entre manifestantes y policía. Hubo una balacera y explotó una bomba en los pisos superiores de los apartamentos Downing Terraza, que estaban en posesión de la Cruzada. Un hombre murió y 17 fueron heridos, entre ellos12 policías.
Gonzales acusó al Departamento de Policía de Denver de atacar las instalaciones con una granada, pero un detective describió la escena de la explosión como "verdadero arsenal". Aunque los historiadores e investigadores aún no están de acuerdo en la evaluación del impacto de la bomba, las acciones posteriores de miembros de Cruzada disminuyeron la influencia de Gonzales y sus organizaciones.
Después de este incidente, Gonzales se retiró a la vida privada familiar en la comunidad Chicana de Denver. Aunque estuvo activo en el movimiento, mantuvo un perfil mucho más bajo.
En 2005,  fue diagnosticado con tres enfermedades graves: renal, coronaria y de hígado agudo. Asombró a sus doctores con sus declaraciones al rechazar tratamiento y el ser internado en el hospital. Dijo: "soy indígena. Voy a morir en casa entre mi familia." Conforme a su deseo, Gonzales falleció rodeado por amigos y familiares. Es recordado como un espíritu vigoroso, "el puño" del Movimiento Chicano.